# Abattoir (film)
Abattoir è un film del 2016 diretto da Darren Lynn Bousman.
Film horror statunitense con protagonisti Jessica Lowndes, Joe Anderson e Dayton Callie.

## Trama
Julia, reporter investigativa, si imbatte su una serie di macabri omicidi legati a misteri immobiliari. Intere stanze sono state smontate e sradicate dopo essere state teatro di tragedie atroci. Insieme al poliziotto Joe, Julia porterà avanti le sue indagini quando la posta in gioco sarà sempre più alta e personale.